# Ginebra (nombre)
Ginebra es un nombre propio femenino de origen galés. Una variante muy extendida es Jennifer. El nombre ha estado en uso desde el siglo XVIII. Antes de 1906, el nombre era bastante raro, pero se hizo popular a partir de entonces, cuando George Bernard Shaw lo utilizó para su personaje principal femenino en El dilema del doctor., forma en francés del antiguo galés Gwenhwyfar (gwen: blanco, justo + hwyfar: suave) y que en el ciclo del rey Arturo era el nombre de la reina Ginebra. Tiene similitud con las palabras jenefer, genefer y jinifer, que en viejo inglés son variantes de Juniper y se usaban para describir el árbol del enebro, aunque no es seguro que se derivara de ninguna de ellas.

## Variantes
| Variantes en otras lenguas | Variantes en otras lenguas     |
| -------------------------- | ------------------------------ |
| Español                    | Ginebra, Genoveva              |
| Alemán                     | Jennifer, Genoveva             |
| Córnico                    | Jenifry                        |
| Escocés                    | Jennifer                       |
| Francés                    | Geneviève                      |
| Galés                      | Gwenhwyfar                     |
| Gallego                    | Xenoveva                       |
| Griego                     | Genovefa                       |
| Húngaro                    | Dzsenifer                      |
| Inglés                     | Guinevere, Jennifer, Genevieve |
| Italiano                   | Ginevra                        |
| Neerlandés                 | Jennifer                       |
| Polaco                     | Genowefa                       |
| Portugués                  | Geneviève                      |
| Sueco                      | Jennifer                       |
| Sueco                      | Jennifer                       |